# آلم (رود)
آلم (به آلمانی: Alme) یک رود در آلمان است که در نوردراین-وستفالن واقع شده‌است.